# Йохан III (Спонхайм-Боланден)
Йохан III фон Спонхайм-Боланден (на немски: Johann III von Sponheim-Bolanden; † 16 септември 1383) от род Спанхайми (линията Спонхайм-Боланден-Даненфелс), е граф на предното графство Спонхайми господар в Боланден-Даненфелс в Рейнланд-Пфалц.

## Произход и управление
Той е вторият син на граф Филип фон Спонхайм-Боланден († 1337/1338) и първата му съпруга Елизабет (или втората му съпруга рауфрафиня Лиза) фон Катценелнбоген († сл. май 1338), дъщеря на Дитрих VI фон Катценелнбоген († 1315) и Катарина фон Клеве († сл. 1356/1357).  По-големият му брат е Хайнрих II фон Спонхайм-Боланден († 1393).
След смъртта на баща му двамата братя управляват заедно от Даненфелс. Йохан се отказва през 1354 г. от наследстения му дял.

## Фамилия
Йохан III се жени за Валпурга фон Лайнинген. Те имат една дъщеря:
- Елизабет († 1381), омъжена 1373/пр. 23 декември 1374 г. за Крафт IV фон Хоенлое-Вайкерсхайм († 1399)